# Dreams (sång av Fleetwood Mac)
Dreams är en låt framförd av musikgruppen Fleetwood Mac som finns med på deras album Rumours från 1977. Den är skriven av Stevie Nicks, som också sjunger den. I USA blev den den andra låten från albumet att utges som singel, och som sådan nådde den förstaplatsen på singellistan Billboard Hot 100. Det är gruppens enda amerikanska singeletta.
Låten skrevs under en period som var stormig för de flesta av gruppmedlemmarna. Lindsey Buckingham och Stevie Nicks var i färd med att bryta upp ett åtta år långt förhållande. Nicks har sagt att de övriga till att börja med inte var så imponerade av låten, men att hon lyckades övertyga de andra att spela in den.
Dreams blev åter populär i oktober 2020 efter att den förekommit i en viral TikTok-video.

## Listplaceringar
- Billboard Hot 100, USA: #1[4]
- RPM, Kanada: #1[5]
- UK Singles Chart, Storbritannien: #24[6]
- Nederländerna: #8[7]